# باچوگ
باچوگ (به لاتین: Bachok) یک سکونتگاه مسکونی در مالزی است که در کلانتان واقع شده‌است.